# 蒲原氏擬鱸
蒲原氏擬鱸，又稱蒲原氏虎鱚，俗名海狗甘仔、舉目魚、沙鱸，為輻鰭魚綱鱸形目鱷鱚亞目虎鱚科的一個種。

## 分布
本魚分布於西北太平洋區，包括日本及台灣海域。

## 深度
水深1至20公尺。

## 特徵
本魚體近圓柱形，腭骨無齒，下頷外列齒6枚，頰部具有6至8個斜走的暗斑，體側具7條橫帶，橫帶下方具黑色之眼斑，由胸鰭腋部經尾鰭基部中央至尾鰭末端具有一白色縱帶，背鰭硬棘10枚；背鰭軟條21枚；臀鰭硬棘1枚，臀鰭軟條16至18枚；胸鰭軟條17至18枚，體長可達20公分。

## 生態
本魚棲息在沿岸沙泥或礫石底質海域，屬肉食性，以魚類或無脊椎動物為食。

## 經濟利用
可食用，但多以下雜魚處理。